# حروف متصلة
الحروف المتصلة هي الحروف التي يختلف شكلها عند استخدامها في تركيب الكلمات. الكثير من الحروف العربية حروف متصلة.
يعتقد أن الكتابة بالخط المتصل مفيدة لنشاط الدماغ.

## الحاسوب
في يونيكود تسمى الحروف المتصلة grapheme clusters (جمل من وحدات الكتابة)

## معرض صور
|  |  |  |  |